# Humay (distrito)
Humay é um distrito do Peru, departamento de Ica, localizada na província de Pisco.

## Transporte
O distrito de Humay é servido pela seguinte rodovia:
- PE-28, que liga o distrito de San Clemente à cidade de Ayacucho (Região de Ayacucho) [1][2][3]